# 63387 Brazos Bend
63387 Brazos Bend este un asteroid din centura principală de asteroizi.

## Descriere
63387 Brazos Bend este un asteroid din centura principală de asteroizi. A fost descoperit pe 29 aprilie 2001 la Needville de Observatorul din Needville. Asteroidul prezintă o orbită caracterizată de o semiaxă mare de 2,39 ua, o excentricitate de 0,23 și o înclinație de 6,5° în raport cu ecliptica.